# Pierre Beaulieu
Pierre Beaulieu (* 11. Februar 1983 in Timmins, Ontario) ist ein kanadischer Eishockeytrainer, der zuletzt bis Dezember 2024 als Assistenztrainer bei den Iserlohn Roosters aus der Deutschen Eishockey Liga (DEL) unter Vertrag gestanden hat. In der Cheftrainerrolle war er zuvor unter anderem bereits beim HC Innsbruck und den Black Wings Linz aus der Österreichischen Eishockey-Liga sowie dem DEL-Klub Krefeld Pinguine tätig.

## Karriere
In seiner Jugend war Pierre Beaulieu als Torwart in verschiedenen kanadischen Nachwuchsligen aktiv. Außerdem spielte er für das Team der Ryerson University.
Im Alter von 27 Jahren begann Beaulieus Trainerlaufbahn im Jahr 2010 als Torwarttrainer und Video Coach beim EC KAC aus der Erste Bank Eishockey Liga (EBEL). In derselben Funktion war er parallel zu seinen Verpflichtungen auf Vereinsebene bei den Weltmeisterschaften der Division 1 in den Jahren 2012 und 2013 auch für die österreichische U20-Nationalmannschaft tätig. In der Spielzeit 2012/13 wurde er mit Klagenfurt Österreichischer Meister. Zur Saison 2014/15 wurde er Assistenztrainer beim HC Innsbruck. Im Dezember 2015 wurde er dort nach der Entlassung von Christer Olsson bis zum Ende der Spielzeit 2015/16 zum neuen Cheftrainer befördert. Zur folgenden Saison 2016/17 trat er aber wieder in die zweite Reihe zurück.
Nach zwei weiteren Jahren in Innsbruck wechselte Beaulieu im Jahr 2018 zu den Krefeld Pinguinen in die Deutsche Eishockey Liga (DEL), bei denen er zunächst als Assistenztrainer an der Seite von Brandon Reid arbeitete. Nachdem der Headcoach im Dezember 2019 freigestellt worden war, übernahm Beaulieu dessen Position wiederum bis zum Saisonende. Im Frühjahr 2020 verließ er den Klub, um den Cheftrainerposten bei den Black Wings Linz anzutreten und damit nach Österreich zurückzukehren. Dort wurde er im Dezember 2020 wegen Erfolglosigkeit entlassen. Ebenso vorzeitig zu Ende ging seine Zeit bei den Augsburger Panthern, von denen er zur Saison 2021/22 als Co-Trainer von Mark Pederson verpflichtet wurde. Im Februar 2022 wurde das Duo von seinen Aufgaben entbunden.
Ab der Saison 2022/23 war Beaulieu bei den Iserlohn Roosters beschäftigt. Ursprünglich als Assistenztrainer verpflichtet, übernahm er nach dem Abschied von Kurt Kleinendorst im Oktober 2022 für ein Spiel und nach der Entlassung von Greg Poss im Oktober 2023 für sechs Partien jeweils interimsweise die Aufgaben des Cheftrainers. Zur Saison 2024/25 wurde er bei den Roosters zum Associate Coach ernannt und übernahm damit mehr Verantwortung für die Defensive. Nach einem schwachen Saisonstart wurde er im Dezember 2024 entlassen.

## Erfolge und Auszeichnungen
- 2013 Österreichischer Meister mit dem EC KAC (als Torwarttrainer und Video Coach)